# Ільпирський
Ільпирський (рос. Ильпырский) — село (з 1949 до 1987 — селище міського типу) у Карагінському районі Камчатського краю Російської Федерації.
Населення становить 106 (2018)  осіб. Входить до складу муніципального утворення село Ільпирське.

## Історія
До 1 червня 2007 року у складі Коряцького автономного округу Камчатської області, відтак у складі Камчатського краю. Згідно із законом від 2 грудня 2004 року органом місцевого самоврядування є село Ільпирське.

## Населення
| 1959 | 1970  | 1979  | 1989  | 2002 | 2007 | 2008 |
| ---- | ----- | ----- | ----- | ---- | ---- | ---- |
| 1699 | ↘1056 | ↗1161 | ↘1111 | ↘369 | ↘335 | ↘290 |
| 2010 | 2012  | 2013  | 2014  | 2015 | 2016 | 2017 |
| ↘151 | →151  | ↘140  | ↘126  | ↘116 | ↘102 | ↗111 |
| 2018 |       |       |       |      |      |      |
| ↘106 |       |       |       |      |      |      |